# Пища богов 2
«Пища богов 2» — канадский фантастический фильм ужасов режиссёра Дэмиана Ли, вышедший в 1989 году. Продолжение фильма Берта Гордона «Пища богов», который является экранизацией одноимённого романа Герберта Уэллса. Вторая часть не имеет ничего общего с романом.

## Сюжет
Сюжет разворачивается вокруг женщины-учёного Кейт Тригер, занимающейся проблемами выращивания гигантских растений. Ей удаётся вырастить большого размера томаты, однако часть из них съедают лабораторные крысы, которые сами вскоре после этого начинают ускоренно расти. Не знающие о заражении крыс защитники животных выпускают их из лаборатории, и те начинают нападать на людей.

## В ролях
- Паул Кофус — Нил Хамилтон
- Лиза Шраг — Алекс Рид
- Риал Эндрюс — Марк
- Джеки Барроуз — доктор Кейт Тригер

## Премьеры
- Канада — 26 января 1990
- США — 19 мая 1989
- Япония — 18 апреля 1992
- Португалия — 24 ноября 1989
- Германия — 3 августа 1989